# Smonica
Smolicë en albanais et Smonica en serbe latin (en serbe cyrillique : Смоница) est une localité du Kosovo située dans la commune/municipalité de Gjakovë/Đakovica, district de Gjakovë/Đakovica (Kosovo) ou de Pejë/Peć (Serbie). Selon le recensement kosovar de 2011, elle compte 493 habitants.

## Histoire
Sur le territoire du village se trouve un cimetière médiéval proposé pour une inscription sur la liste des monuments culturels du Kosovo. La mosquée de Smolicë/Smonica, qui date du XIXe siècle, est elle aussi proposée pour une inscription kosovare.

## Démographie

### Évolution historique de la population dans la localité
| 1948 | 1953 | 1961 | 1971 | 1981 | 1991 | 2011 |
| ---- | ---- | ---- | ---- | ---- | ---- | ---- |
| 351  | 332  | 377  | 456  | 621  | 737  | 493  |

|  |

### Répartition de la population par nationalités (2011)
En 2011, les Albanais représentaient 99,39 % de la population.